# خوان آنتونیو سامارانچ سالیساچس
خوان آنتونیو سامارانچ سالیساچس (انگلیسی: Juan Antonio Samaranch Salisachs؛ زادهٔ ۱ نوامبر ۱۹۵۹) کارآفرین، مدیر ورزشی و مهندس اهل اسپانیا است، که هم‌اکنون به‌عنوان یکی از اعضای کمیته بین‌المللی المپیک فعالیت می‌کند.